# Proyecto Pluto

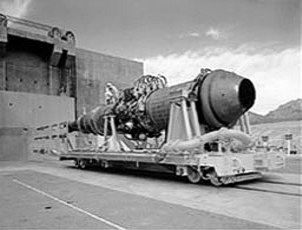
prototipo del "Tory-IIC".

El Proyecto Pluto fue un estudio de la viabilidad de aplicar el calor de los reactores nucleares a los motores ramjet, con la intención de crear un nuevo tipo de misil SLAM (Supersonic Low-Altitude Missile, misil supersónico de baja altitud). Se inició el 1 de octubre de 1955 cuando la Fuerza Aérea de los Estados Unidos (USAF) y la Comisión de Energía Atómica de los Estados Unidos, encargaron del proyecto al precursor del actual Lawrence Livermore National Laboratory (LLNL), el Lawrence Radiation Laboratory.
Esta investigación se trasladó desde las instalaciones del instituto Livermore en California, a unas nuevas instalaciones que ocupaban una superficie total de 21 km² situadas en jackass Flats, en la zona de pruebas de Nevada (NTS), lugar conocido como área 401.
El complejo consistía en 10 km de caminos, un edificio de ensamblaje crítico, un edificio de control, edificios de construcción y talleres. También se construyó una instalación que podía albergar 450 t de aire presurizado para simular las condiciones de vuelo del ramjet del proyecto Pluto, el coste fue de 2,1 millones de dólares (USD)
El proyecto fue dirigido por el Dr. Ted Merkle, líder de la division-R del laboratorio Livermore.
El principio detrás del Ramjet era relativamente simple: se introducía una corriente de aire a alta presión en el interior del reactor, el reactor nuclear calienta el aire expandiéndolo a alta velocidad en el interior haciendo que este sea expulsado provocando empuje en el reactor.